# Caryospora japonicum
Caryospora japonicum – gatunek pasożytniczych pierwotniaków należący do rodziny Eimeriidae z podtypu Apicomplexa, które kiedyś były klasyfikowane jako protista. Występuje jako pasożyt węży. C. japonicum cechuje się tym iż oocysta zawiera 1 sporocystę. Z kolei każda sporocysta zawiera 8 sporozoitów.
Obecność tego pasożyta stwierdzono u Natrix tigrina należącego do rodziny połozowatych (Colubridae).

## Sporulowana oocysta
Jest kształtu sferoidalnego o średnicy 14,6 – 21,9 μm, posiada 2 warstwową ścianę w kolorze brązowym. Brak mikropyli, wieczka biegunowego oraz ciałka biegunowego.

## Sporulowana sporocysta i sporozoity
Występuje ciałko Stieda oraz substieda body (SBB). Brak parastieda body (PSB).